# Jesús Tendero
Jesús Tendero Marcos (* 30. September 1981 in Salamanca) ist ein spanischer Straßenradrennfahrer.
Jesús Tendero gewann 2003 eine Etappe bei der Vuelta a Segovia und 2004 gewann er ein Teilstück bei der Vuelta a Alicante. In der Saison 2005 war er auf Etappen der Vuelta a Cienfuegos, der Vuelta a Cuba, der Cinturón a Mallorca, der Vuelta a León und der Vuelta a Salamanca erfolgreich. Außerdem wurde er spanischer Amateurmeister im Einzelzeitfahren und bei den Mittelmeerspielen in Almería gewann er die Goldmedaille im Einzelzeitfahren. 2006 und 2007 fuhr Tendero bei dem spanischen Continental Team Viña Magna-Cropu. In seinem ersten Jahr dort konnte er die Gesamtwertung der Vuelta a Navarra für sich entscheiden.

## Erfolge
2005
- eine Etappe Vuelta a Cuba
- zwei Etappen Cinturón Ciclista a Mallorca
- Mittelmeerspiele – Einzelzeitfahren
- Mannschaftszeitfahren Vuelta Ciclista a León

2006
- Gesamtwertung Vuelta Ciclista a Navarra

## Teams
- 2006 Viña Magna-Cropu
- 2007 Viña Magna-Cropu